# Pier Francesco Sacchi
Pier Francesco Sacchi dit Il Pavese (Pavie, 1485 -  Gênes, 1528) est un peintre italien qui fut actif à Gênes et se rattache à l'école génoise.

## Œuvres
- Saint Jean Baptiste (1512), oratoire Santa Maria, Gênes
- Les Docteurs de l'Église (1515-1516), retable pour la Commenda di San Giovanni di Pré, musée du Louvre
- Saint Paul écrivant, National Gallery, Londres

## Sources
- (it) Cet article est partiellement ou en totalité issu de l’article de Wikipédia en italien intitulé « Pier Francesco Sacchi » (voir la liste des auteurs).